# Le Gallet
Le Gallet ist eine französische Gemeinde mit 158 Einwohnern (Stand 1. Januar 2022) im Département Oise in der Region Hauts-de-France. Sie gehört zum Arrondissement Beauvais, zur Communauté de communes de l’Oise Picarde und zum Kanton Saint-Just-en-Chaussée.

## Geographie
Die Gemeinde Le Gallet liegt auf der Hochfläche des Plateau Picard, 16 Kilometer nördlich von Beauvais.

## Einwohner
| Jahr                       | 1962 | 1968 | 1975 | 1982 | 1990 | 1999 | 2011 | 2021 |
| -------------------------- | ---- | ---- | ---- | ---- | ---- | ---- | ---- | ---- |
| Einwohner                  | 77   | 60   | 62   | 48   | 111  | 117  | 169  | 164  |
| Quellen: Cassini und INSEE |      |      |      |      |      |      |      |      |

## Sehenswürdigkeiten
- Kirche Saint-Jacques aus dem 19. Jahrhundert[1]
- um 1630 errichtete und 1776 erneuerte Kapelle Notre-Dame du Bon Secours

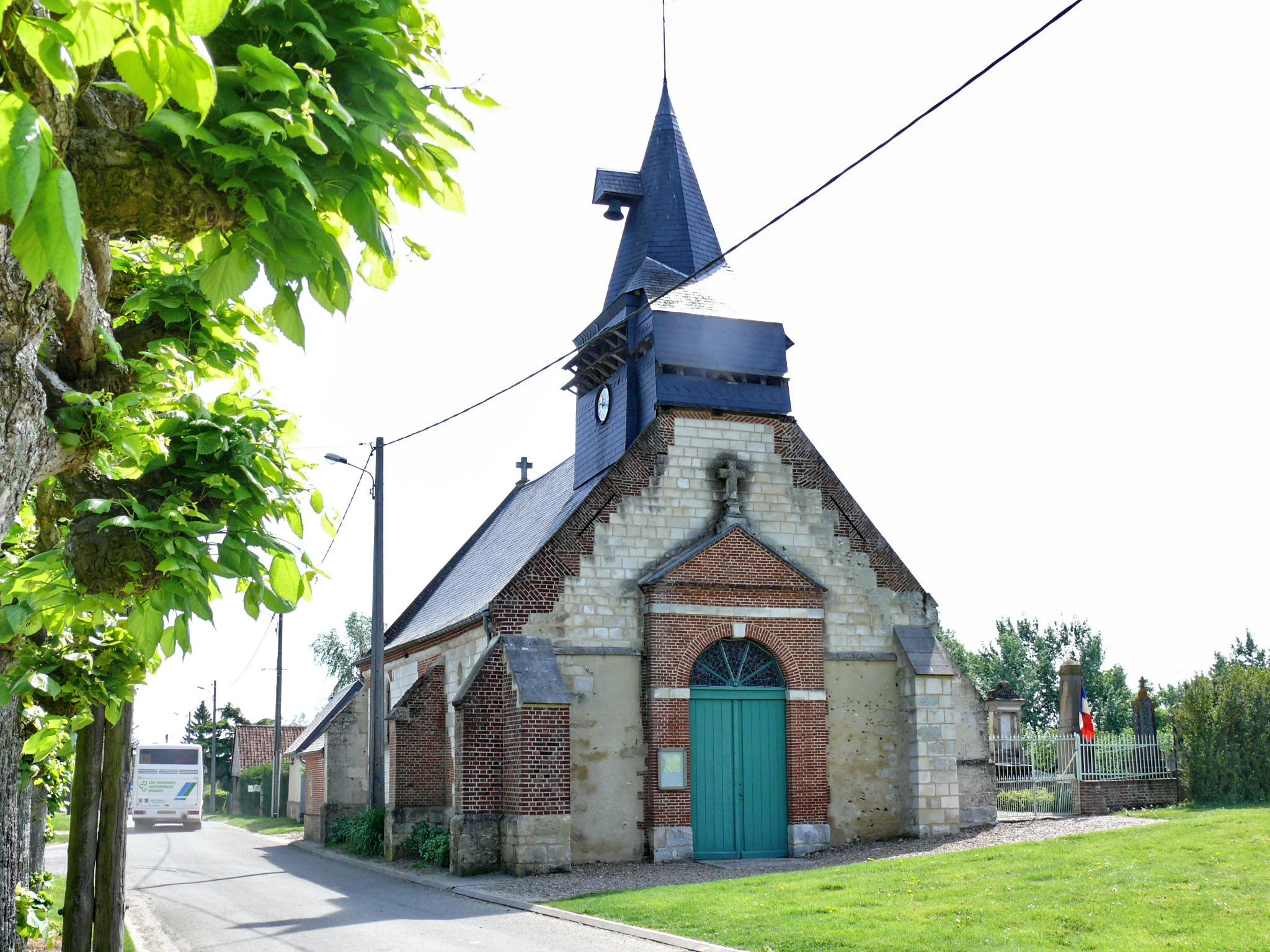
Kirche Saint-Jacques